# Hajdina
Hajdina é um município da Eslovênia. A sede do município fica na localidade de Zgornja Hajdina.